# Bobbejaanland
Bobbejaanland est un parc d'attractions familial situé à Lichtaart, en Belgique.

## Histoire

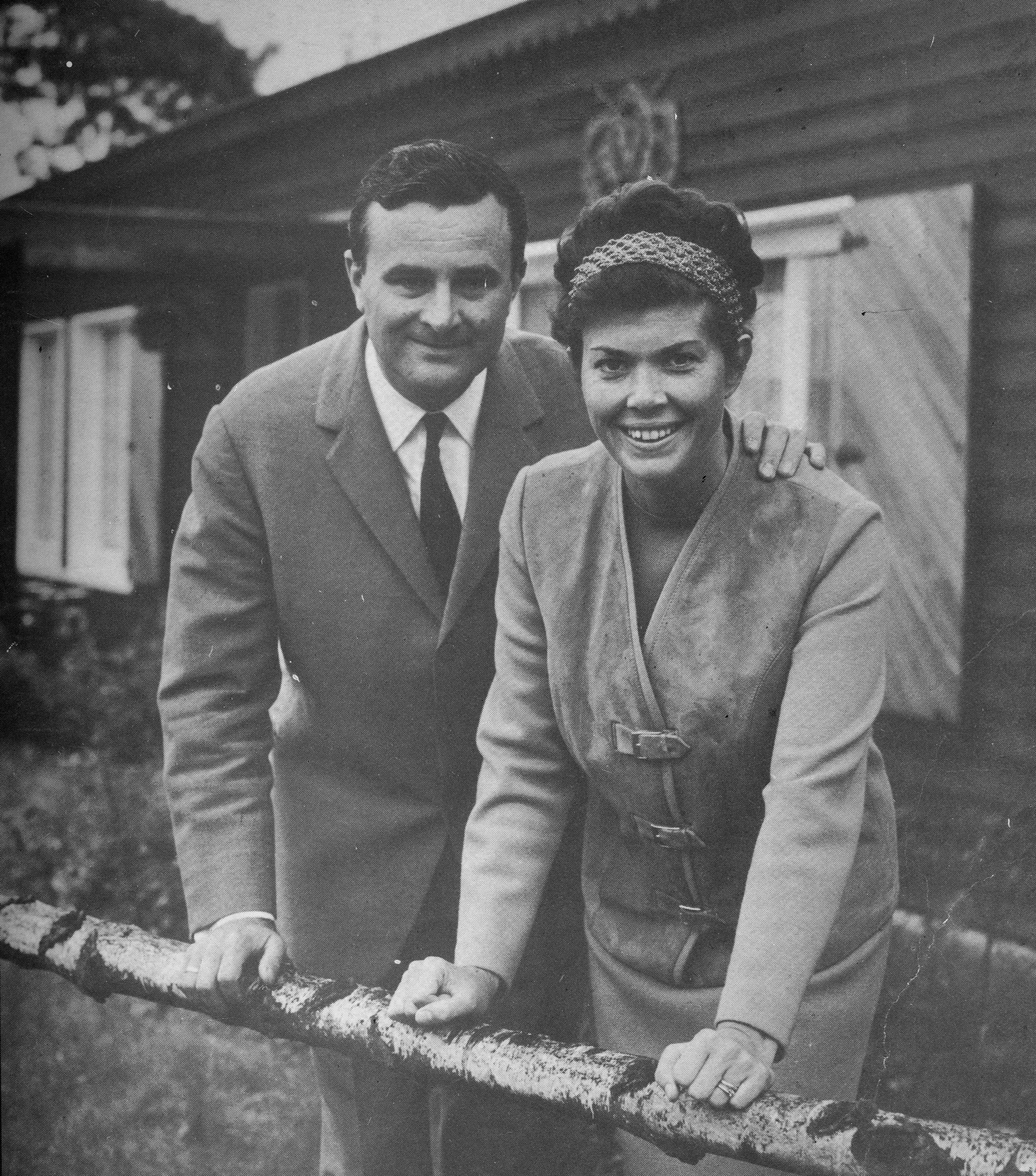
Bobbejaan et Josee Schoepen

Fondé par le chanteur Bobbejaan Schoepen, un artiste flamand des années 1950/60, le but était tout d’abord de créer une salle de spectacle pour qu'il puisse se produire sans problème.
En 1959, il décide de commencer les travaux de cette salle de 1 000 places environ.
Le manager de Schoepen, Jacques Kluger, trouva le nom, et ils décidèrent dès le début de faire du parc une combinaison de spectacles et d’attractions. En décembre 1961, le parc d’attractions Bobbejaanland est ouvert. Sur la scène se sont succédé de nombreux artistes de variété belges, allemands et néerlandais.
Suivant les conseils de Gottlieb Löffelhard, propriétaire du parc Phantasialand, Bobbejaanland évolua à partir de 1975 véritablement dans l’optique du parc à thème. Le parc se développe alors assez vite ; il possède déjà une cinquantaine d’attractions.
Dans les années 1970, un musée avec des pièces authentiques des civilisations Hopi et Navajos de Phoenix, en Arizona est ouvert. C’est aujourd’hui la collection privée sur l’art indien la plus complète d’Europe.
Au début des années 1990, trois des cinq enfants de Schoepen participent activement à la vie du parc. Bobbejaanland peut également se vanter d’être un des premiers parcs à avoir intégré la notion d’écologie dans son fonctionnement. On peut par exemple noter la construction d’une éolienne haute de 70 mètres qui fournit de l’énergie à toute la région, ou bien encore le musée des énergies alternatives.
En 2004, le parc est vendu au groupe Parques Reunidos. La fréquentation atteint cette saison un total de 850 000 visiteurs. La fréquentation se chiffre à 740 000 visiteurs en 2006, ainsi qu'en 2008. Le 17 mai 2010, Bobbejaan Schoepen décède à l'âge de 85 ans.

## Les attractions

### Les montagnes russes
- Bob Express, montagnes russes E-Powered de Mack Rides (2000)
- Dream Catcher, montagnes russes à véhicules suspendus, modèle Swinging Turns de Vekoma (1987). Attraction anciennement nommée Air Race.
- Fury, montagnes russes lancées, modèle Infinity Coaster de Gerstlauer (2019)
- Naga Bay, montagnes russes tournoyantes, modèle Xtended SC-3000 de Maurer Rides (2011). Attraction anciennement nommée Dizz.
- Oki Doki, montagnes russes assises de Vekoma (2004). Attraction anciennement nommée Junior Coaster.
- Revolution / Mount Mara, montagnes russes assises, modèle Illusion Coaster de Vekoma (1989). Attraction anciennement nommée Evolution.
- Speedy Bob, Wild Mouse de Mack Rides (1998)
- Typhoon, Euro-Fighter de Gerstlauer (2004)

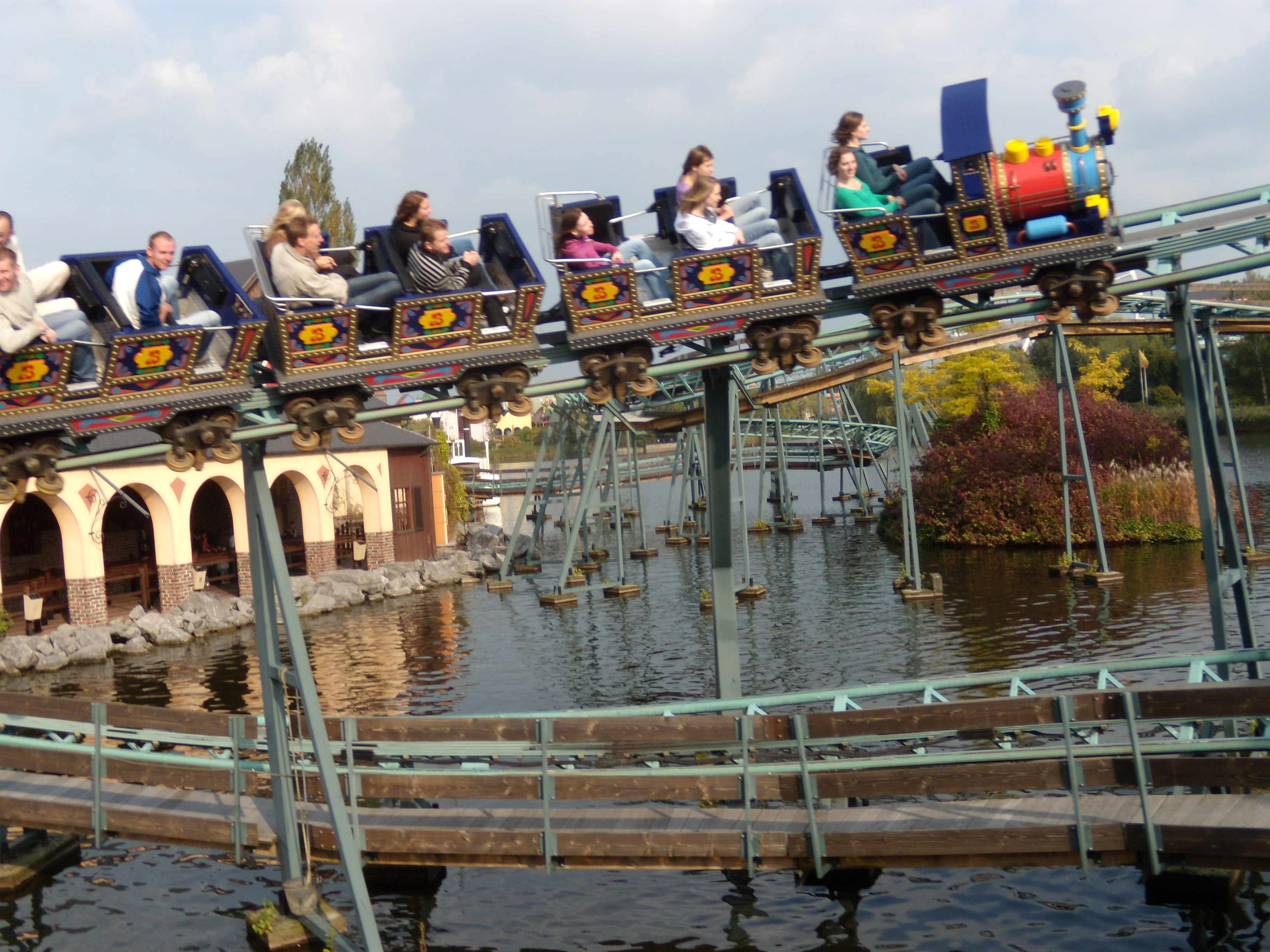
Bob Express
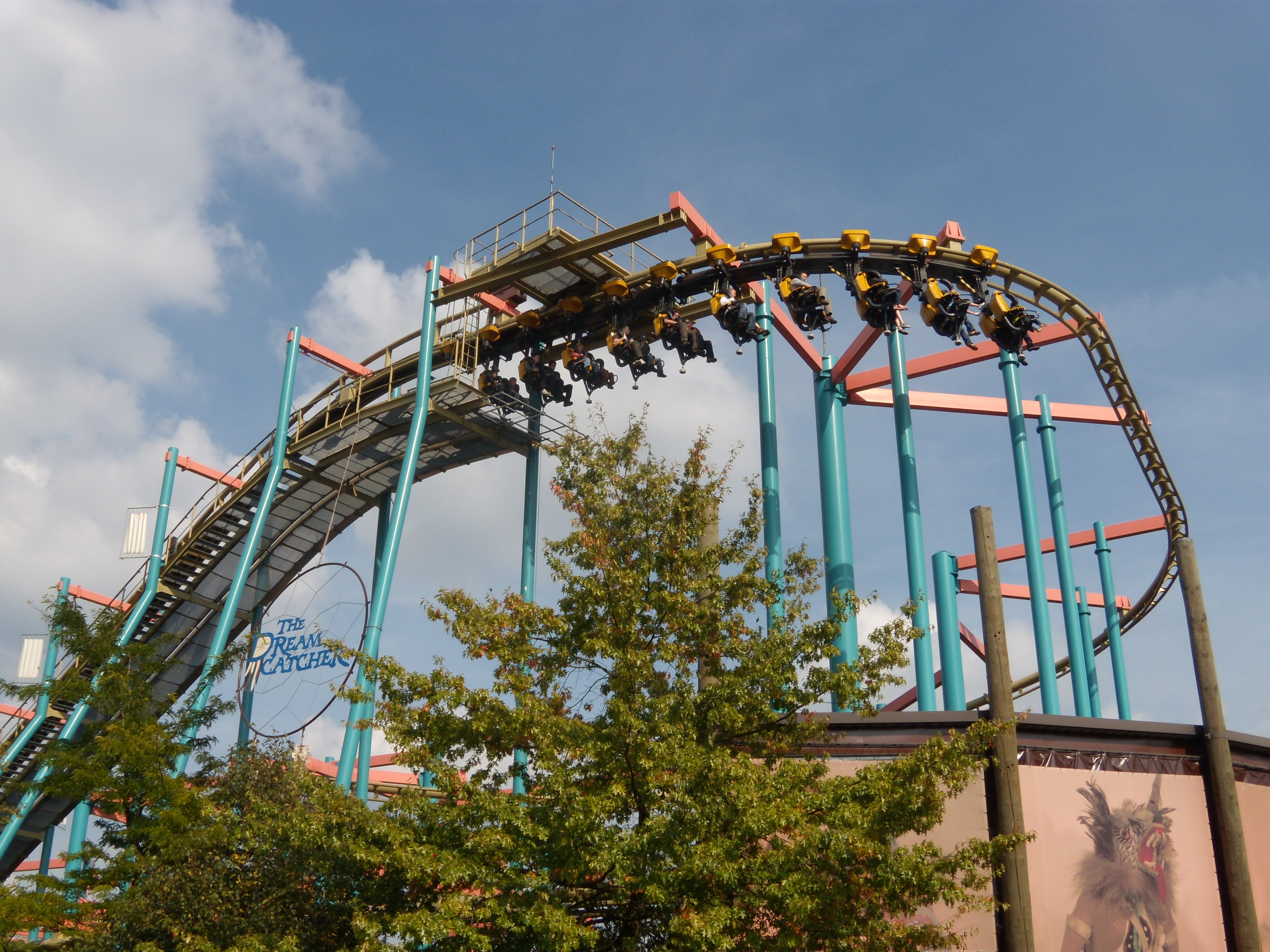
Dream Catcher
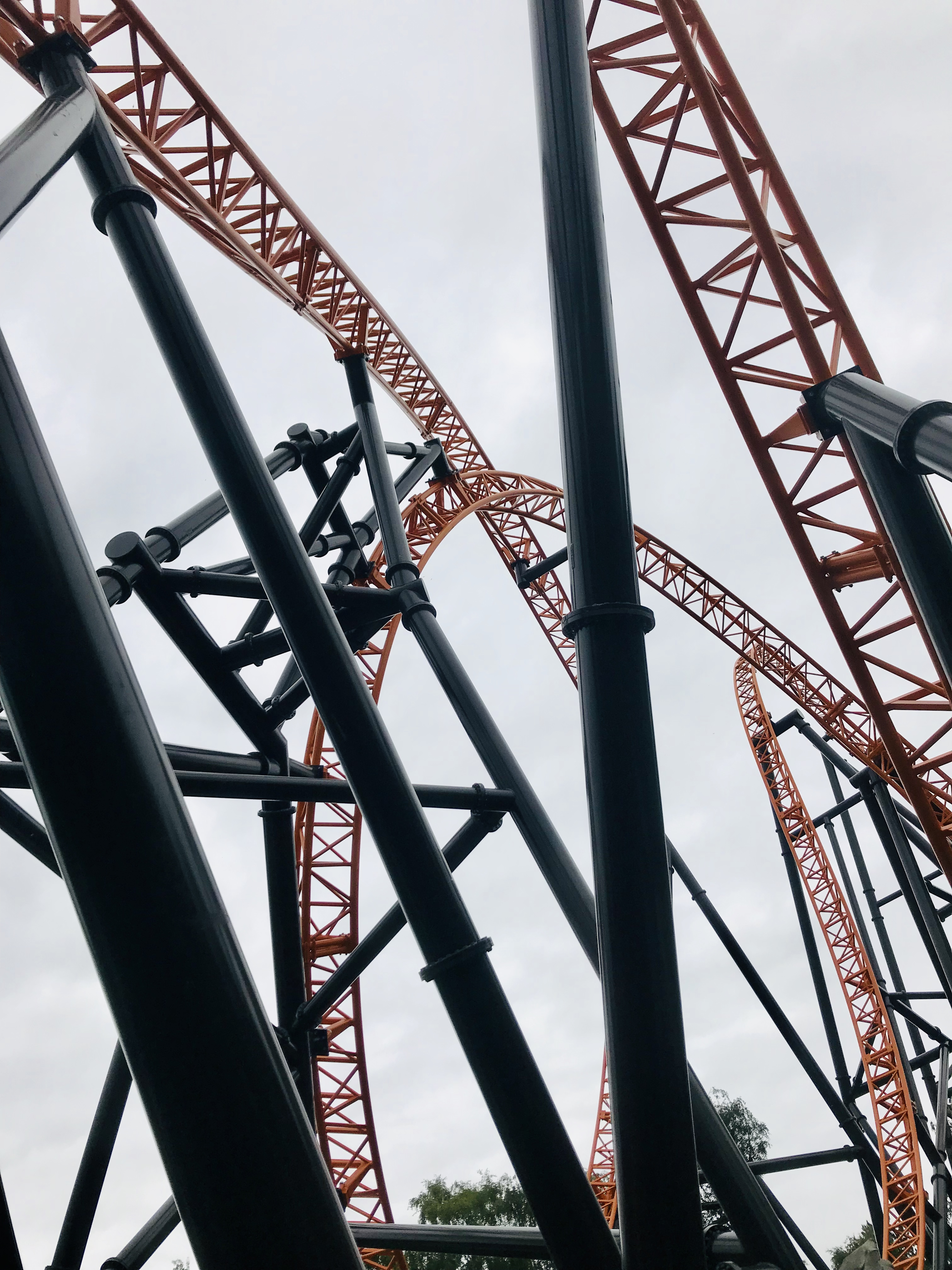
Fury
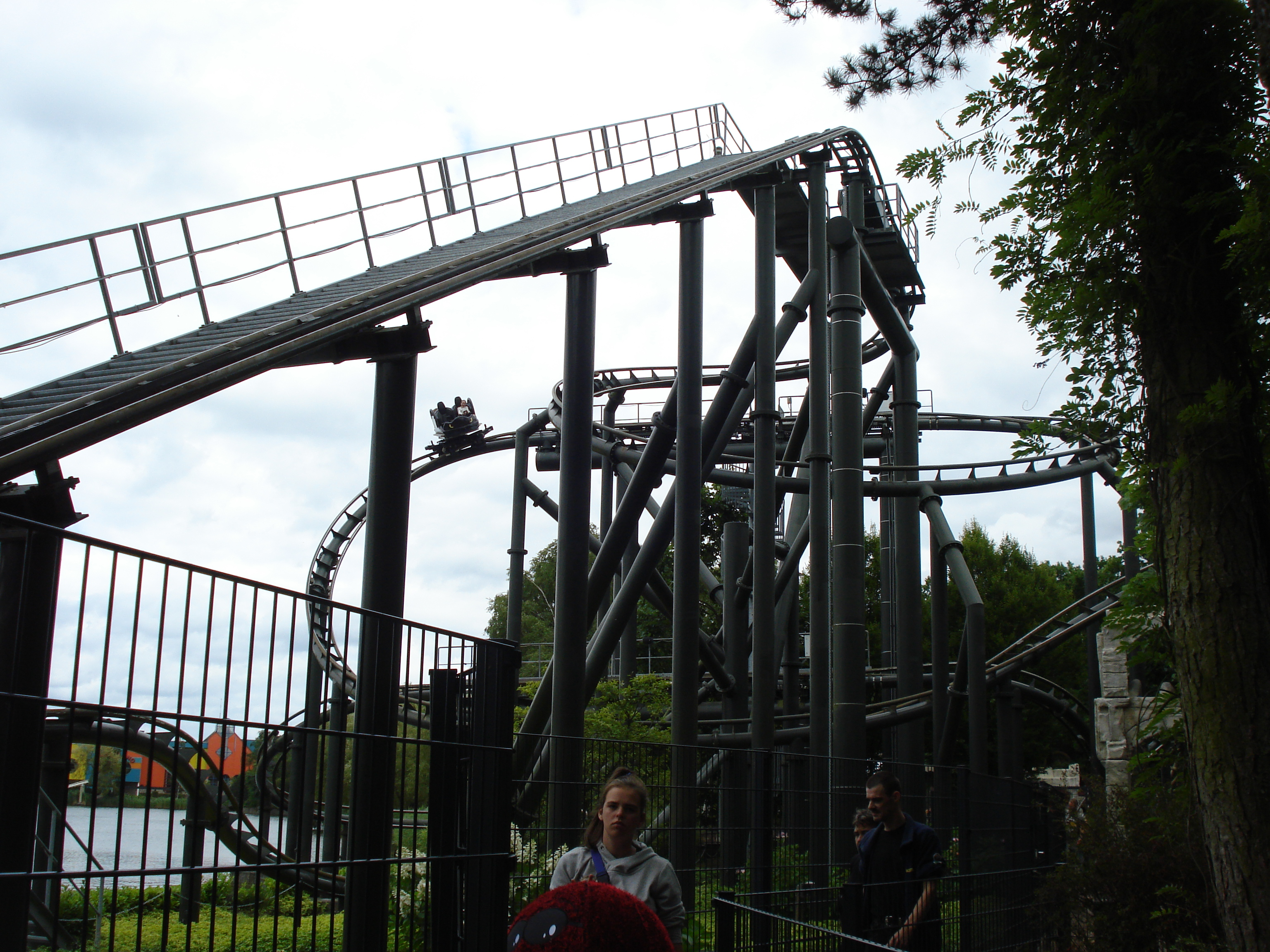
Naga Bay
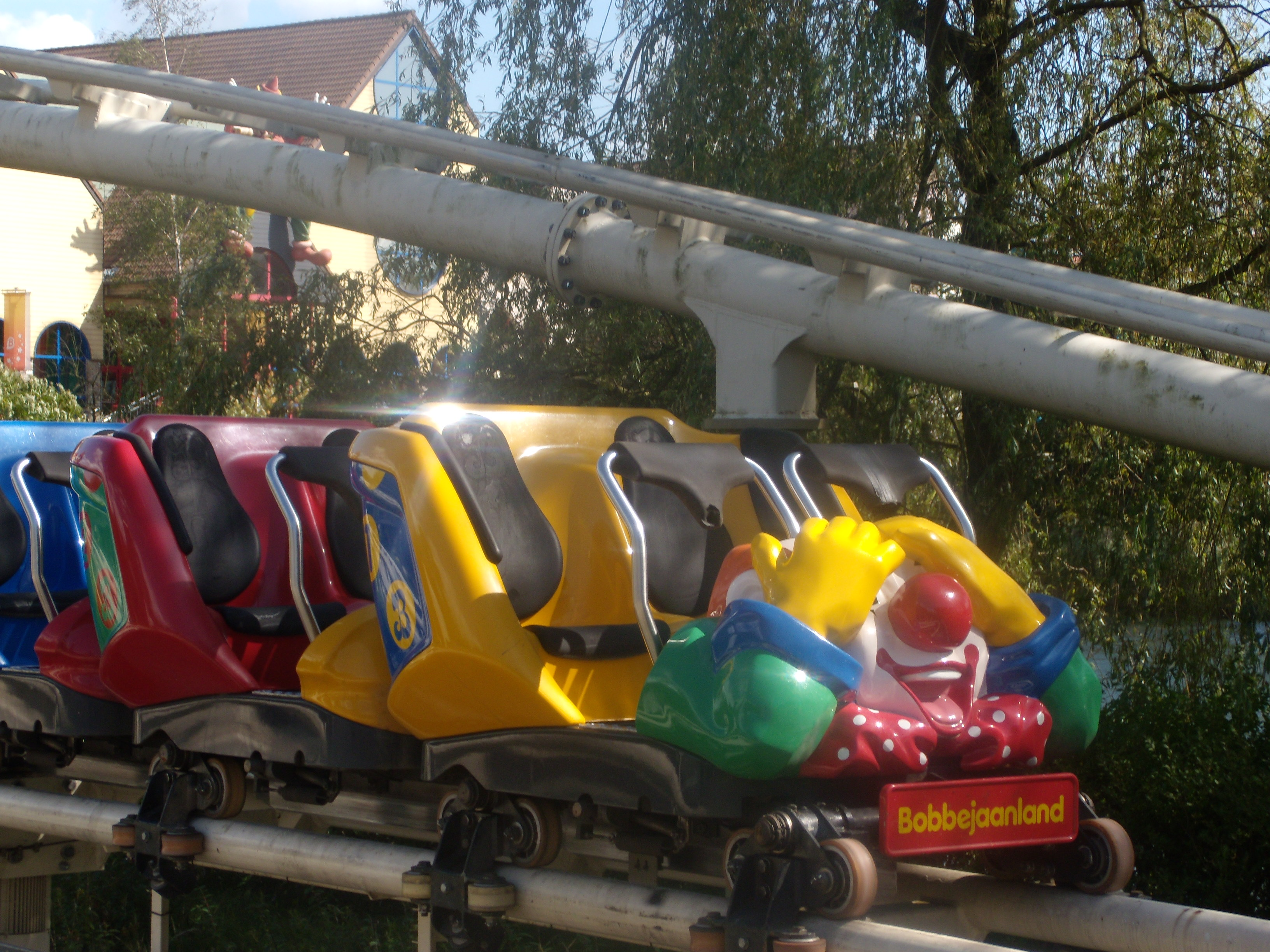
Oki Doki
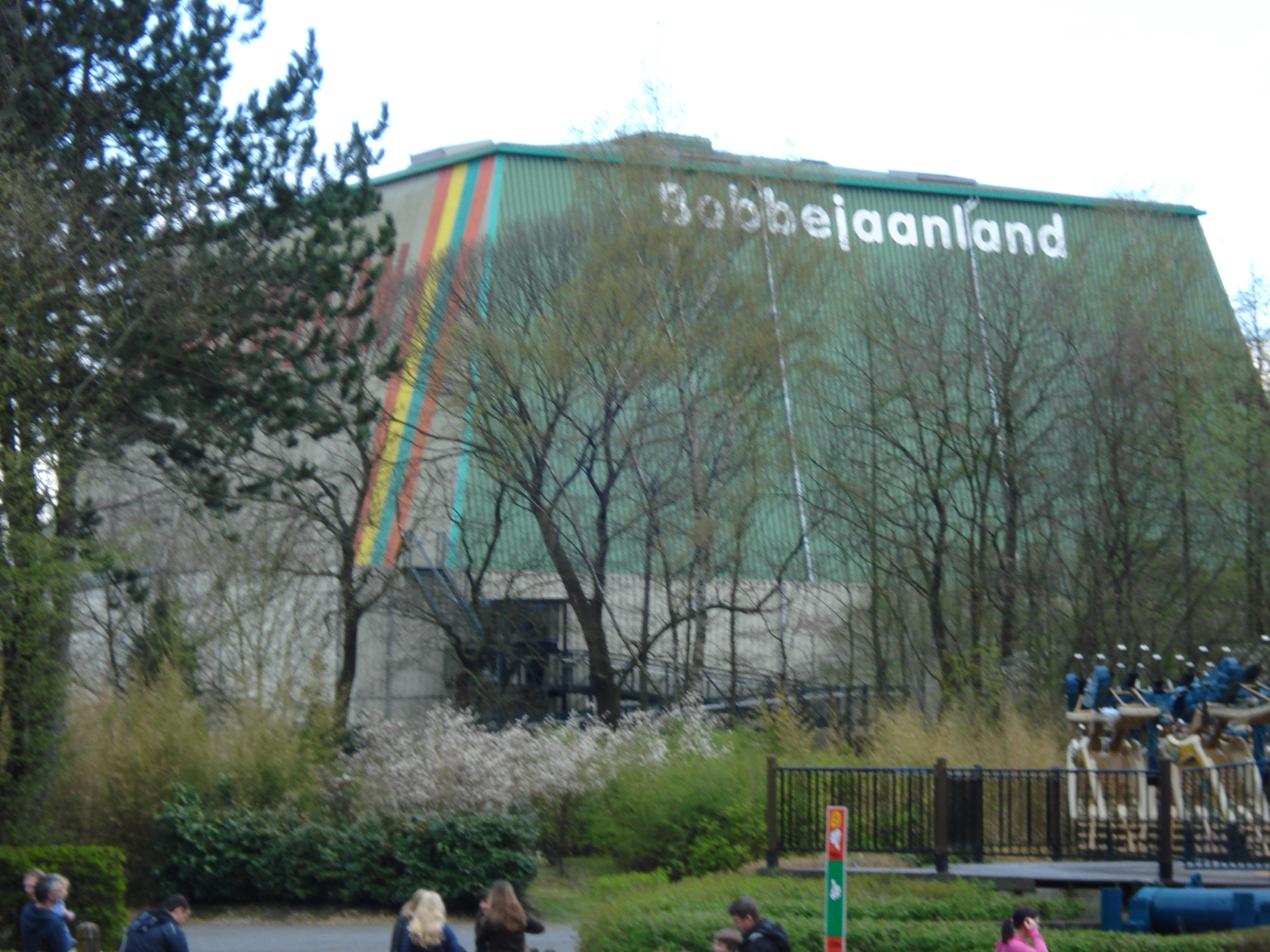
Revolution / Mount Mara
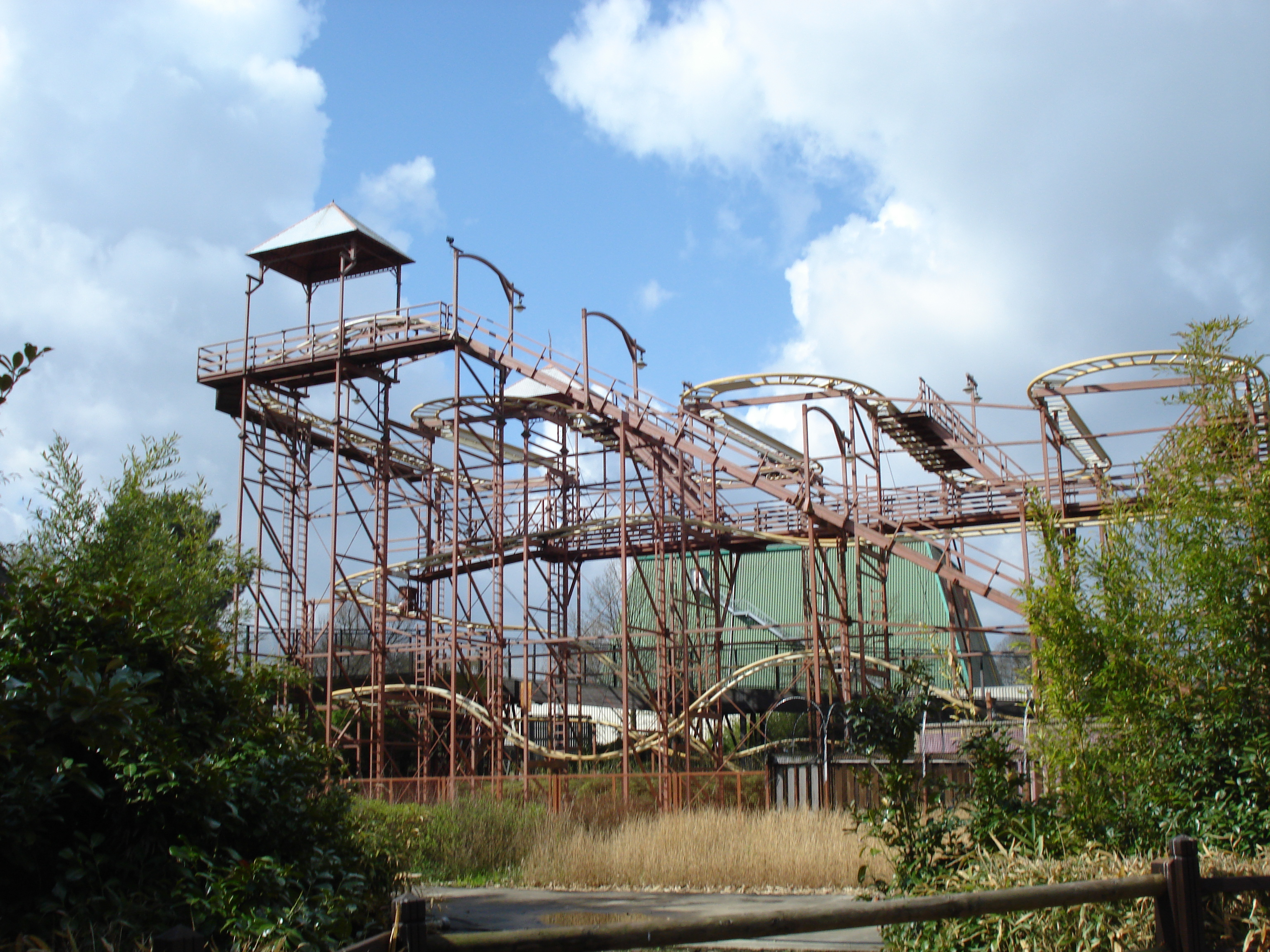
Speedy Bob
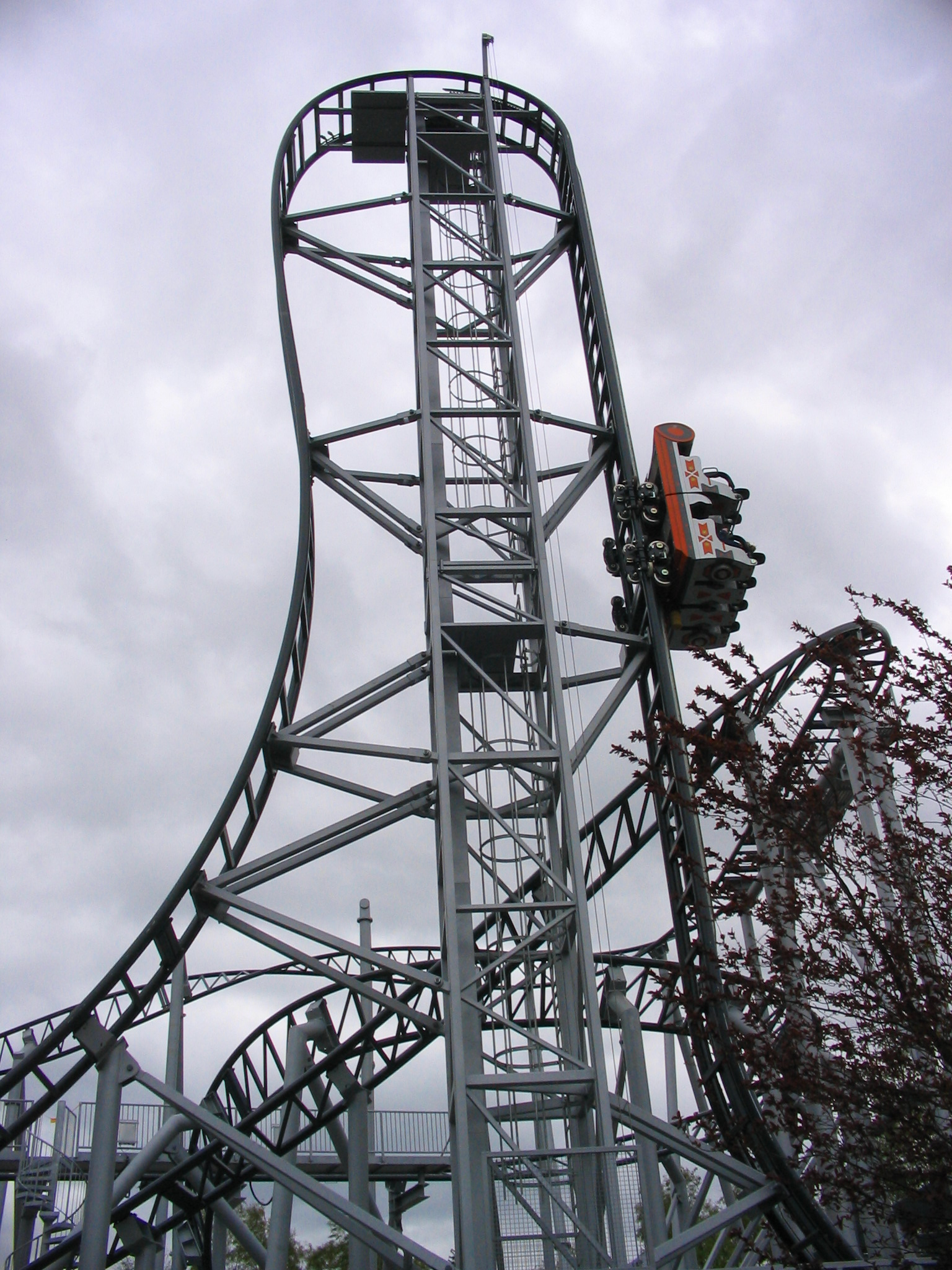
Typhoon

#### Disparues
- Achtbaan, montagnes russes assises, modèle Wild Cat d'Anton Schwarzkopf (1976 à 1981)
- Alpenblitz, montagnes russes E-Powered d'Anton Schwarzkopf (1979 à 1981)
- Looping Star, montagnes russes assises, modèle Looping Star d'Anton Schwarzkopf (1980 à 2003)
- Speedy Bob, Wild Mouse de Mack Rides (1998 à 2008). Le parcours gauche est relocalisé à Parque de Atracciones de Madrid
- Wervelwind, montagnes russes assises, modèle MK-1200 de Vekoma (1982 à 1999)

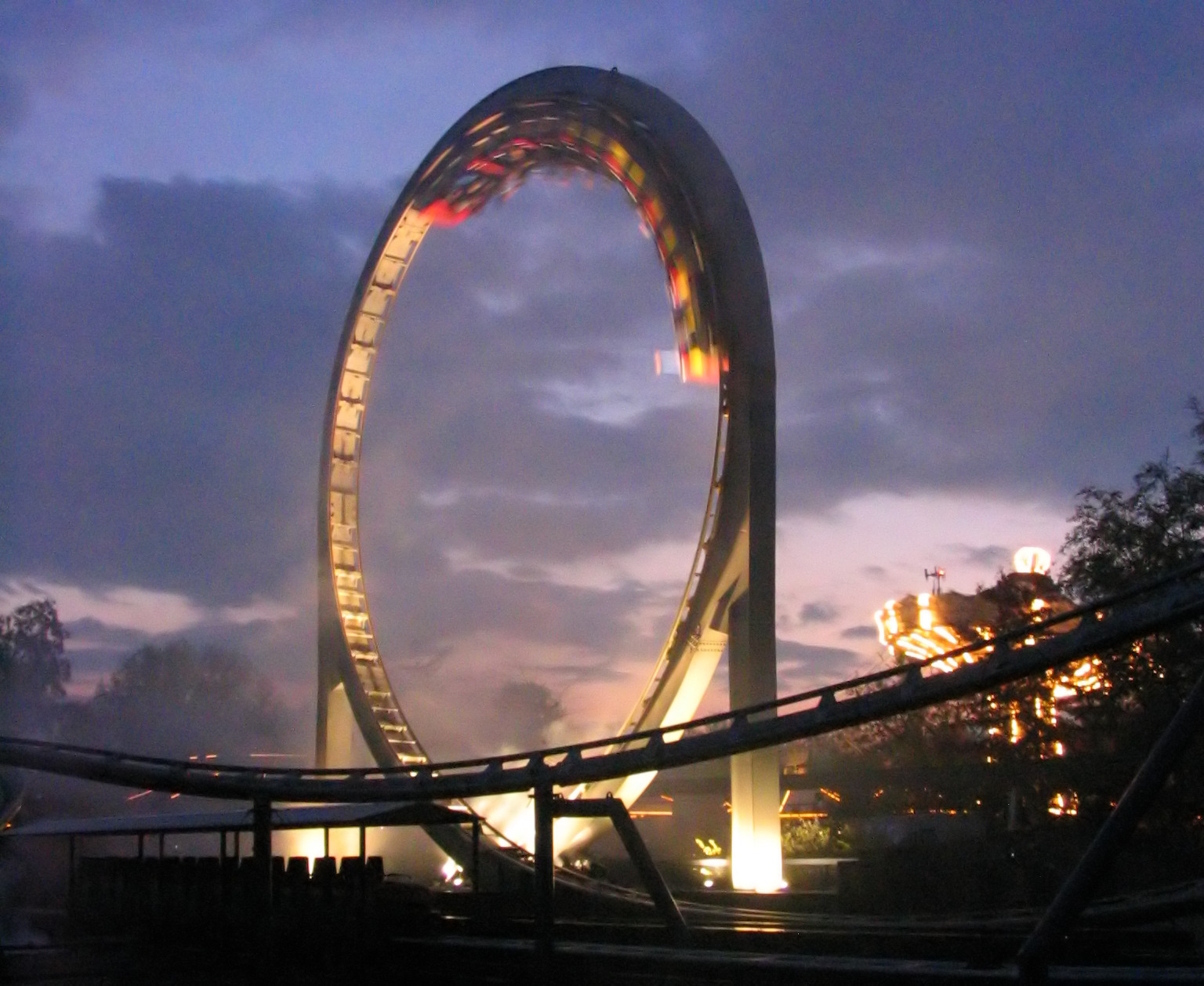
Looping Star
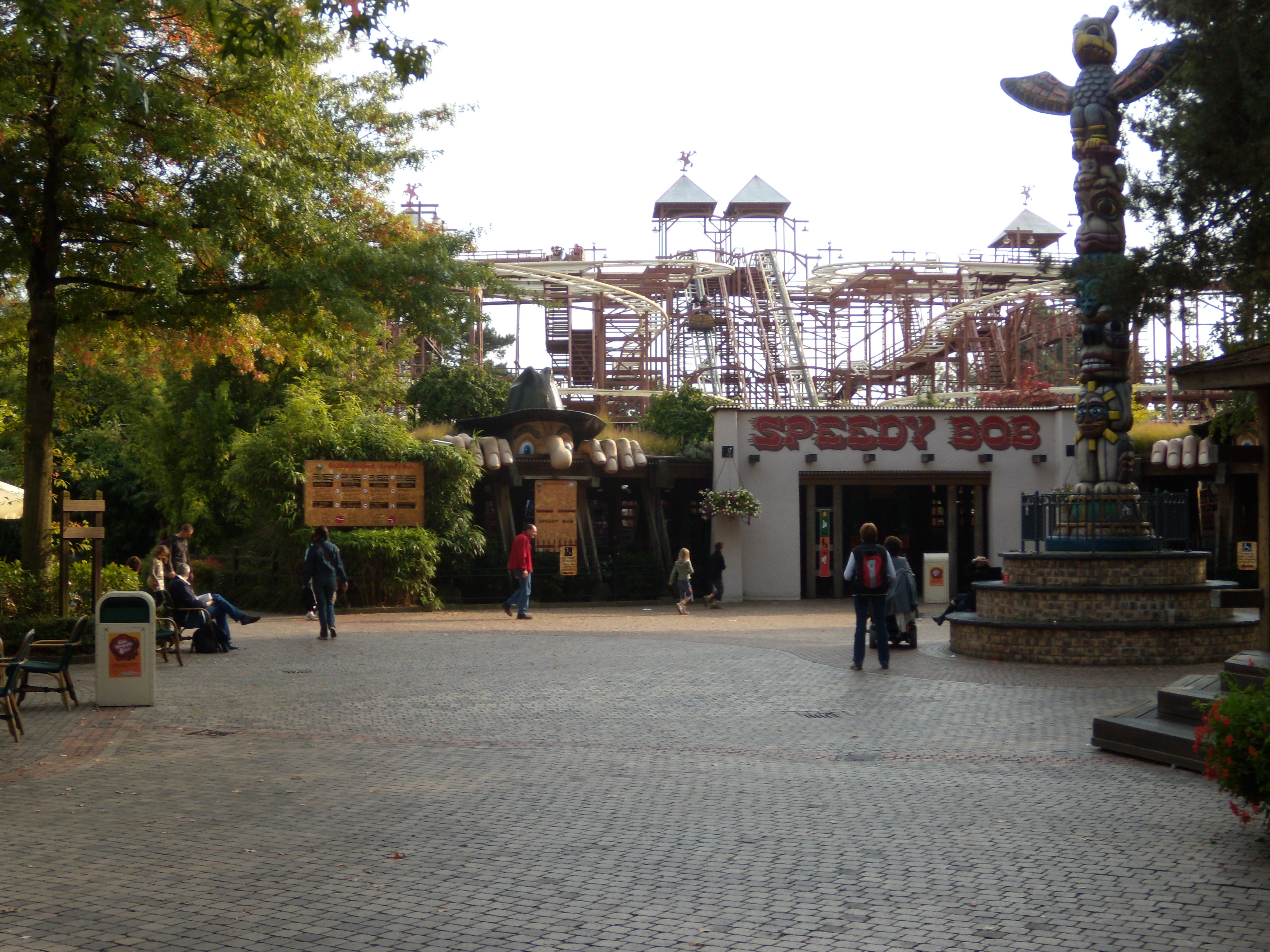
Speedy Bob

## Les attractions aquatiques
| Nom de l'attraction       | Type                     | Constructeur       | Année d'ouverture | Remarque |
| ------------------------- | ------------------------ | ------------------ | ----------------- | --- |
| Big Bang                  | Toboggan aquatique       | Van Egdom          | 1989              | |
| Bobby Drop                | Spinning Raft            | Van Egdom          | 1999-2008         | Relocalisé sous le nom "Niagara" au parc La Récré des 3 Curés en 2009                                                                |
| Banana Battle             | Splash Battle            | Preston & Barbieri | 2008              | |
| El Rio                    | Rapids Ride              | Hafema             | 2001              | Réalisé en collaboration avec Atelier artistique du béton et Space Leisure.                                                          |
| Indiana River/Terra magma | Flum / Parcours scénique | Intamin            | 1992              | Indiana River(1992-2022):parcours sur le thème de la jungle Terra magma (depuis 2023):parcours sur le thème de catastrophe naturelle |
| Wild Water Slide          | Flum                     | Intamin            | 1980              | |

## Autres attractions

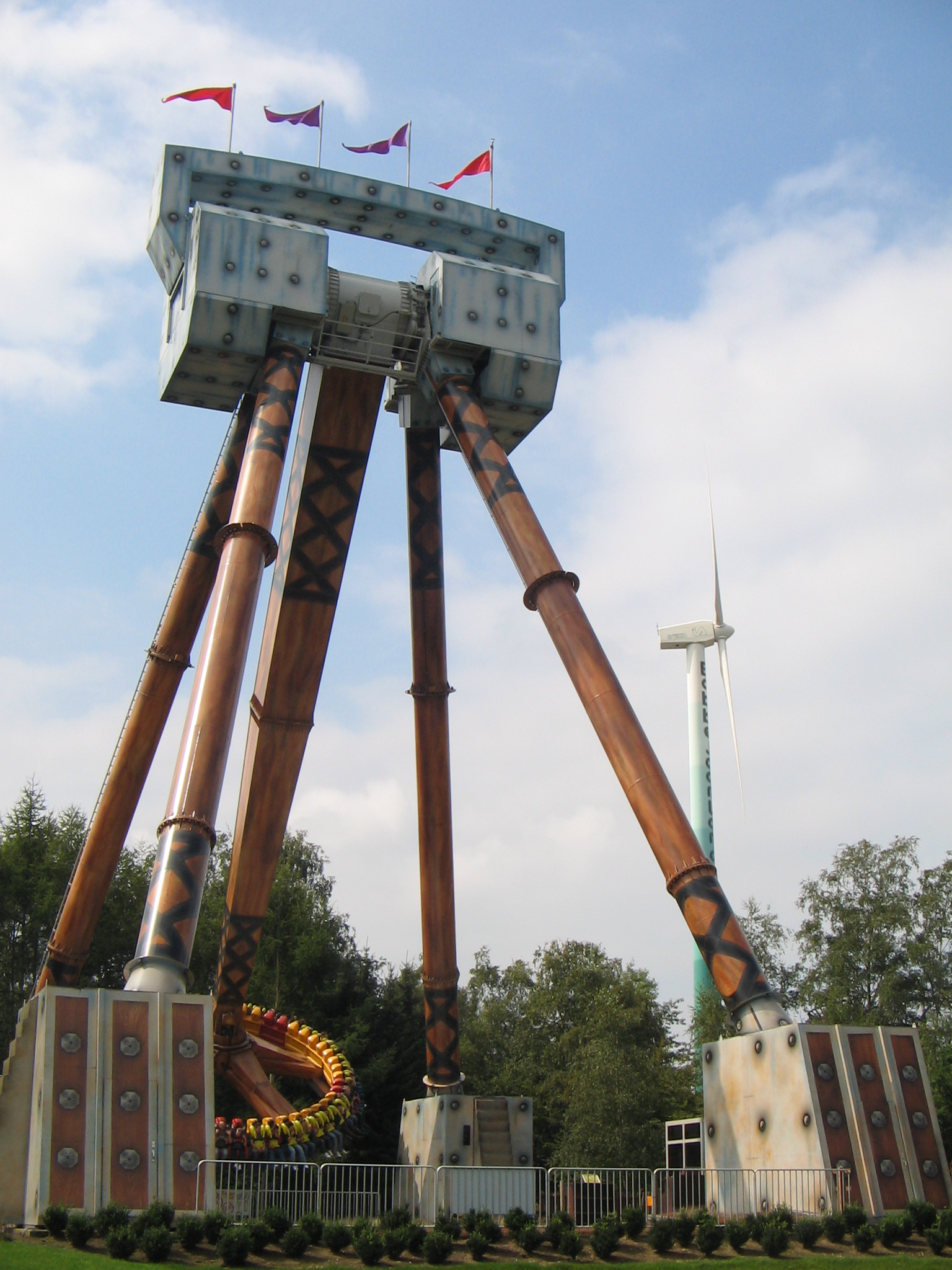
Sledgehammer

- Aztek Express - Music Express (Mack Rides), 1996
- Bootvaart - Balade en bateau (Mack Rides), 1994
- Breakdance - Breakdance (Huss Rides), 1987-2007
- Condor - Condor (Huss Rides), 1986-1997
- Desperado City - Cinéma interactif Desperados (Alterface), 2006-2013
- El Paso - Parcours scénique interactif (Mack Rides / Space Leisure[N 1]), 1988
- Fly Away - Enterprise (Huss Rides), 2003-2014 Relocalisé à La Récré des 3 Curés en 2016 sous le nom "le Spoontus"
- Kettingmolen - Chaises volantes (Zierer), 1991
- King Kong - King Kong (Huss Rides), 2009
- Koggemolen - Himalaya Ride (Mack Rides), 1985
- Mambo - Music Express (Mack Rides), 2000-2010  Relocalisé à La Récré des 3 Curés en 2011
- Pirate Story - Cinéma 4-D (3DBA), 2007
- Pony Ride - Chevaux Galopants (Soquet), 2002
- Rainbow - Rainbow (Huss Rides), 1985-2001
- Reuzenrad - Grande roue (Anton Schwarzkopf), 1971
- Santa Maria - Bateau à bascule (Anton Schwarzkopf), 1979-2007
- Sledgehammer - Frisbee (Huss Rides), 2004
- Troïka - Troïka (Huss Rides), 1982-2005
- The Forbidden Caves - Immersive Tunnel (Holovis, Super 78 Studios), 2015